# Vairotsana
Vairotsana est quelquefois appelé en un « geste » de déférence, Vairocana, le Bouddha central des cinq familles de bouddhas. Vairocana, de la famille Tathagata, signifie ensoleillant, illuminant en sanskrit, alors que Vairotsana est un terme tibétain désignant l'arbre kacimbala, une espèce de chêne.
Vairotsana de Pagor (tibétain : བ་གོར་བཻ་རོ་ཙ་ན, Wylie : ba gor bai ro tsa na, THL : bagor bairotsana) est un célèbre traducteur tibétain et un yogi accompli, contemporain du roi Trisong Detsen, qui régna de 755 à 797. Vairotsana est un des vingt-cinq principaux disciples de Padmasambhava. Sur une prédiction de ce dernier, le roi le trouva à Pagor, et le garçon de huit ans exprimait déjà la plus subtile compréhension, étant l'incarnation d'un bodhisattva de la dixième terre. Il fut l'un des sept premiers moines ordonnés par Shantarakshita. Il apprit le sanskrit de sorte qu'il put être envoyé à quinze ans auprès de Shri Singha, et connut seize épreuves durant le périlleux périple vers l'Inde. Il rencontra cependant de nombreux maîtres dont il reçut les enseignements et qui lui indiquèrent le chemin vers l'énigmatique Dhahena, où résidait Shri Singha. Il voyagea aussi en Chine, où il reçut notamment l'enseignement de Moheyan[réf. nécessaire].
Shri Singha lui transmit, rare privilège, l'enseignement complet de l'Atiyoga, l'« au-delà de l'union », les tantras non duels. Il lui enseignait de nuit, dans le plus grand secret, parce que d'importants bris de serment tantrique (samaya) avait été commis, empêchant la propagation de sa lignée en Inde. De jour, il recevait les enseignements tantriques dualistes des autres érudits.
Shri Singha en retour confia à Vairotsana la tâche de propager la « Série de l'espace » (Longdé) et la « Série de l'esprit » (Semgdé) du Dzogchen Atiyoga. Quant à la «Série des instructions» (Mengakdé), troisième volet de cet important ensemble d'enseignements et de techniques du Vajrayāna, elle fut ramenée par son non moins célèbre «frère en dharma», Vimalamitra.
Avant de retourner au Tibet, à force d'ingéniosité et de siddhis, Vairotsana dut ravir les soutras et tantras souillés (voir plus haut) qui avaient été cachés et scellées à Bodhgaya. Il s'ensuivit une poursuite de « course yogique » utilisant les ressources du corps subtil, les coursiers de l'université de Nalanda pourchassant Vairotsana. Celui-ci sut cependant s'allier un de ces coursiers, ainsi que plusieurs gardes-frontières, par le charisme de sa réalisation et de ses enseignements.
Vairotsana retournait enfin au Tibet à l'âge de cinquante-sept ans, soit un périple indien de quarante-deux ans. Il entreprit alors son énorme tâche de traduction de soutras et tantras, dont aussi des traités de médecine et d'astrologie. De jour il enseignait le tantrisme, et de nuit, en secret, il enseignait l'atiyoga au roi... Cependant, grâce à la conjonction des amours déçues de la reine Margyen envers lui, des manœuvres de discrédit des autorités de Bodhgaya, et des luttes d'influence de divers ministres, il fut contraint à l'exil, le roi ayant déjà tenté une première fois de prétendre le noyer, alors qu'il lui avait substitué un mendiant...
Bien que la reine se fut repentie, Vairo dut se rendre à Tsawarong, un pays limitrophe du Tibet. Chemin faisant, il fut escorté par tous ceux qui lui restaient fidèles, et en profita pour donner de nombreux enseignements.
Croyant qu'il s'agissait d'un espion, les gens de Tsawa le retinrent prisonnier et lui infligèrent des tortures desquelles il restait détaché, épuisant ainsi d'anciens karmas, dit-il. Voyant cela la reine Dru, ainsi que le roi et ses sujets, s'excusèrent puis lui rendirent hommage, particulièrement le prince Yudra Nyingpo qui devint son principal disciple. Celui-ci avait entendu et mémorisé les tantras que Vairotsana récitait alors qu'il était prisonnier dans sa fosse. Yudra le supplia ardemment, et Vairotsana l'accepta en lui imposant neuf ans d'ardues conditions visant à l'aguerrir et le purifier. Il fut notamment envoyé en « ambassade » au Tibet, auprès de Vimalamitra et du roi.
Entre-temps, Trisong Detsen avait invité Vimalamitra à sa cour pour remplacer Vairo, mais le roi mourut avant son arrivée. Vimalamitra avait aussi reçu l'enseignement complet de Shri Singha et réalisé les plus hauts accomplissements. Le conflit appréhendé des deux yogis n'eut donc pas lieu, et, après des démonstrations de siddhis, ceux-ci coopérèrent à compléter l'œuvre de Vairotsana. Tous deux initièrent d'excellents disciples. Quant au nouveau roi, son orgueil dut être rabaissé avant qu'il ne puisse recevoir les meilleurs enseignement des deux maîtres.

## Traductions
Vairotsana reçoit du médecin indien Candrabhinandana le rGyud-bZhi. Il traduit cet ouvrage aujourd'hui disparu de l'Ayurveda connu sous le nom tibétain de rGyud-bZhi, les « Quatre Tantras Médicaux », ouvrage principal de la médecine tibétaine traditionnelle. S'il n'est pas possible de vérifier l'exactitude de la traduction, l'ouvrage tibétain recouvre une importance d'autant plus grande qu'il a été conservé jusqu'à nos jours,,.
A la demande de Padmasambhava qui estime que le temps n'est pas propice à sa découverte, le texte est caché dans un pilier du monastère de Samyé, afin qu'il soit redécouvert ultérieurement.

## Retour au Tibet, testaments et départ aux terres pures
Les principaux disciples de Vairotsana furent Yudra Nyingpo, Sangtön Yeshe Lama, Pang Gen Sangye Gönpo, Jnana Kumara de Nyag et Yeshe Drönma. Cent-soixante-dix de ses disciples ont atteint le « 'ja lus », ou corps d'arc-en-ciel, le plus haut accomplissement (siddhi) du Dzogchen. Un de ses disciples le plus renommé fut initié à cent ans, et l'imminence de sa mort le poussa à atteindre instantanément les siddhis: Pam Mipham Gönpo fut, dit-on, rajeuni en adolescent, et les disciples de sa lignée ont atteint le corps d'arc-en-ciel pendant sept générations.
Tsele Natsok Rangdröl, Taranatha, Terdag Lingpa Gyurmey Dorje, et Jamgön Kongtrul Lodrö Thaye sont dits être des réincarnations de Vairotsana.